# Češnje (Bizgeci)
Češnje je naslov prve od dveh animiranih epizod serije Bizgeci, ki sta seriji služili kot pilot. Izšel je leta 2003. Režiral ga je Grega Mastnak.

## Zgodba
Bizgeci Koki, Bigo ter Figo se odpravijo nabirat češnje. Ker je drevo zelo visoko in lestev prekratka, poskušajo krošnjo doseči na različne načine.
Nazadnje Profesor Kokiju izdela leteči nahrbtnik, s katerim bi se dvignil do krošnje. Preden pa Profesor privije še zadnjo matico, se mu Koki zahvali in požene napravo. Kot posledica nedokončanega motorja naprava eksplodira in Koki obleži pod krošnjo. Na tla pade ena sama češnja, katero je Koki utrgal tik pred eksplozijo. Mimo pride črni maček Nero, ki nič hudega sluteč češnjo poje. To Kokija tako razjezi, da ob drevo udari s tako silo, da popadajo vse češnje s krošnje. Navdušeni bizgeci takoj planejo po sadju.
Ob koncu dneva imajo bizgeci zaradi prenajedanja s češnjami prebavne težave.

## Predstavitev na festivalih doma in po svetu
- 6. festival slovenskega filma, Celje 2003[4]
- Kinderfilmfest, Berlin 2004[5][6]
- Prix jeuenesse, München 2004[7]
- 28. mednarodni festival kratkometražnega filma, Clermont-Ferrand 2006[8]